# 彌生書房
彌生書房（やよいしょぼう）は、東京都新宿区中町に所在する日本の出版社。
詩集・歌集を中心に随想等、文学関係の出版物を主に発行している。宗教、特に仏教関係も多い。

## 概要
1956年（昭和31年）3月1日、津曲篤子（つまがり あつこ）によって文京区本郷弥生町で創業。
なお創業年について、京都新聞の1998年2月3日付記事「インタビュー「支えられかなえた出版の夢 人情の温かさに泣いた日もあった」によれば、創業は1951年とあるが、彌生書房公式サイト「彌生書房出版案内～Yayoi Shobo～」内の「彌生書房 会社案内」によれば、1956年3月1日創業とあり、ここでは会社公式サイトの年月日を優先する（2017年12月現在、公式サイトはリンク切れで閲覧不可）。
2008年5月30日に営業休止となった。
2017年12月現在、Amazonマーケットプレイスにて、株式会社彌生書房が出品者として一部在庫書籍（新品）を販売している。
2017年10月現在、公式サイトには時期は明記されていないが「彌生書房よりお知らせ　近日、電子書籍で随時お届けします。」との記載がある。なお2017年12月現在、公式サイトはリンク切れで閲覧不可となっている。

## 主な出版物
- A･ハックスレー編　伊藤整・永松定訳　『D.H.ロレンスの手紙』　1956年、ISBN 4-8415-0279-3。 - 処女出版[2]。
- 八木重吉『定本 八木重吉詩集』1958年、ISBN 4-8415-0672-1。
- 吉野秀雄『吉野秀雄歌集』1958年。 - 1959年読売文学賞受賞
- 吉田健一・平井正穂監修 『エリオット選集』全4巻　1959年。[6]
- 富士川英郎責任編集『リルケ全集』全7巻 1959年。[7]
- 『〈世界の詩〉シリーズ』全76巻　1963年-1983年。[8]
- 『〈現代の随想〉シリーズ』全30巻　1981年-1983年。[9]
- 曽我量深『曽我量深選集』全12巻、曽我量深選集刊行会 編、1970年 - 1972年[10][11][12][13][14][15][16][17][18][19][20][21][22]。[23]
- 曽我量深『曽我量深講義集』全15巻、行信の道編輯所 編、彌生書房、1977年 - 1990年。[24][25][26][27][28][29][30][31][32][33][34][35][36][37][38]
- 『曽我量深対話集』　津曲淳三編、1973年[39]。 - 曽我量深との対話集[40]
- 吉野せい『洟をたらした神』1975年、ISBN 4-8415-0362-5。 - 田村俊子賞、大宅ノンフィクション賞受賞
- 海音寺潮五郎『平将門』全3巻 1996年（上巻：ISBN 4-8415-0716-7、中巻：ISBN 4-8415-0718-3、下巻：ISBN 4-8415-0721-3）。 - 菊判・特染布装版。